# Orophea erythrocarpa
Orophea erythrocarpa Bedd. – gatunek rośliny z rodziny flaszowcowatych (Annonaceae Juss.). Występuje naturalnie w Indiach – w stanach Tamilnadu i Kerala oraz na wyspach Andamanach i Nikobarach. 

## Morfologia
PokrójZimozielone drzewo. Młode pędy są owłosione.
LiścieMają eliptyczny kształt. Mierzą 8–13 cm długości oraz 3–4,5 cm szerokości. Nasada liścia jest zaokrąglona. Blaszka liściowa jest o spiczastym wierzchołku. Ogonek liściowy jest nagi i dorasta do 4 mm długości.
KwiatySą zebrane po 3–4 w kwiatostany, rozwijają się w kątach pędów. Działki kielicha są owłosione, mają okrągły kształt i dorastają do 1 mm długości. Płatki mają kształt od owalnego do trapezoidalnego i osiągają do 4–6 mm długości. Kwiaty mają 4–6 owocolistków o podłużnie owalnym kształcie i długości 1–2 mm.
OwocePojedyncze mają podłużny kształt, zebrane w owoc zbiorowy. Osiągają 25 mm długości. Mają czerwoną barwę.

## Biologia i ekologia
Rośnie w wiecznie zielonych lasach. Kwitnie od stycznia do czerwca, natomiast owoce dojrzewają od stycznia do lipca.